# Antonio Sánchez Cabeza
Antonio Sánchez Cabeza, más conocido como Toni, nació el 5 de febrero de 1985 en Barcelona. Exfutbolista.

## Trayectoria
Antonio Sánchez «Toni» juega de lateral izquierdo y puede hacerlo también de interior. Comenzó su carrera en las categorías inferiores del an andalis de donde salió a las categorías inferiores del Real Betis Balompié. Ha jugado en el Betis juvenil, Club Atlético Antoniano y Betis B.
En 2010 es cedido al Albacete Balompié.
Tras esta temporada en el Albacete cedido, regresa al Real Betis y rescinde su contrato con el club verdiblanco el 9 de agosto de 2011. Posteriormente milita en la Sociedad Deportiva Huesca en la Liga BBVA.

## Clubes
| Club                        | País   | Año       |
| --------------------------- | ------ | --------- |
| Club Atlético Antoniano     | España | 2004-2005 |
| Real Betis B                | España | 2005-2010 |
| Albacete Balompié           | España | 2010-2011 |
| Sociedad Deportiva Huesca   | España | 2011-2013 |
| Club Polideportivo Cacereño | España | 2013-2016 |